# Bathycolpodes torniflorata
Bathycolpodes torniflorata är en fjärilsart som beskrevs av Louis Beethoven Prout 1917. Bathycolpodes torniflorata ingår i släktet Bathycolpodes och familjen mätare. Inga underarter finns listade i Catalogue of Life.